# 马里利亚内拉
马里利亚内拉（義大利語：Mariglianella），是意大利那不勒斯省的一个市镇。总面积3平方公里，人口7446人，人口密度2482.0人/平方公里（2009年）。ISTAT代码为063042。